# ديشص (حديبو)

تعديل مصدري - تعديل

ديشص إحدى قرى مديرية حديبو التابعة لمحافظة سقطرى، بلغ تعداد سكانها 108 نسمة حسب تعداد اليمن لعام 2004.